# Herman Karlovitch Zimmerman
 (septembre 2019).
Pour les articles homonymes, voir Zimmerman.
Herman Karlovitch Zimmerman, né en février 1896 à Sébastopol et mort en 1981 (à l'âge de 85 ans) à Mykolaïv était un astronome. Il travaillait pour l'Observatoire de Mykolaïv.
Son domaine scientifique était l'astrométrie. Pendant près de 50 ans, il a étudié le cercle vertical de Repsold. Il observait les étoiles, le soleil, la lune et les planètes du système solaire. Célèbre professeur, il a enseigné les mathématiques et la physique pendant près de 65 ans dans divers établissements d'enseignement de Mykolaiv.

## Biographie
En 1915, il a commencé à travailler comme calculateur dans la branche Nikolaïev de l'Observatoire de Poulkovo.
En 1922, il est diplômé après ses études supérieures à l'Institut d'Éducation Publique de Mykolaiv.
En 1924, il occupa le poste d'astronome à l'observatoire Mykolaiv et, en 1937, il devient assistant de recherche principal. En 1926, du mois d'avril au 15 août, il est directeur de l'observatoire.
Le 5 septembre 1943, avec son épouse Sarah Isaakovna et ses enfants, il s'est enfui de Mykolaiv pour aller à Poltava. De 1943 à 1945, il est chercheur principal à l'observatoire gravimétrique de Poltava de l'Académie des sciences d'Ukraine. En 1945, après la fin de la Seconde Guerre mondiale, il est retourné à Mykolaiv.
En 1964, il a commencé à enseigner la physique à l’Institut de la construction navale Mykolaiv.

## Titres et diplômes académiques
- Doktor nauk (1936)
- Professeur (1966)